# Siegfried Köhler (músico)
Siegfried Köhler (Friburg im Breisgau, 30 de julio de 1923 – 12 de septiembre de 2017) fue un director y compositor alemán de música clásica. Trabajó como director musical general de teatros de ópera como Hessisches Staatstheater Wiesbaden y la Royal Swedish Opera. Köhler dirigió estrenos de obras de Hans Werner Henze y Volker David Kirchner, entre otros, y revivió óperas ocasionalmente representadas. También compuso música para el escenario y enseñó en las universidades de música de Colonia y Saarbrücken.

## Carrera
Köhler era hijo de un tocador de trompa pero estudió arpa en la Musikhochschule Freiburg. Desde 1942, trabajó en el Teatro Heilbronn como arpista y repetidor. Durante la Segunda Guerra Mundial fue Funker (operador de radio). Dirigió desde 1946 en Friburgo, promovido en 1952 a 1. Maestro de capilla (primer director). Desde 1954, trabajó en la ópera de Düsseldorf. Desde 1957, dirigió en la Ópera de Colonia, y más tarde se convirtió en su Generalmusikdirektor (GMD). Dirigió en 1958 la primera representación escénica del ballet Das Vokaltuch der Kammersängerin Rosa Silber de Hans Werner Henze, con coreografía de Lisa Kretschmar. También fue director de la Opernstudio de la Hochschule für Musik Köln. Köhler fue GMD en el Saarbrücken desde 1964 hasta 1974, y simultaneamenta fue profesor de dirección en la Hochschule für Musik Saar.  La soprano Inge Borkh recordaba que Köhler fue llamado a la Staatsoper Stuttgart para intervenir y preparar Die Frau ohne Schatten de Richard Strauss en 1970 porque conocía las técnicas de respiración de los cantantes.
De 1974 a 1988, Köhler fue GMD en el Hessisches Staatstheater Wiesbaden. Presentó un repertorio inusual, incluyendo Die Stumme von Portici de Auber y Rienzi de Wagner (con Jon Buzea en el papel principal, Eike Wilm Schulte como Steffano Colonna y Gail Gilmore como Adriano). Köhler dirigió una actuación durante la Internationale de 1979 que fue grabada en directo, con Gerd Brenneis com Rienzi, Jeannine Altmeyer como Irene y Glenys Linos como Adriano. Revivió las óperas de Siegfried Wagner, celebrando dos jornadas dedicadas al compositor, con conciertos de Sternengebot en 1977 y de Sonnenflammen en 1979. Köhler dirigió estrenos de óperas de Volker David Kirchner, Die Trauung (La boda) en 1975 y Das kalte Herz en 1981. Apareció como director invitado internacionalmente con orquestas notables.
Desde 1989, Köhler fue director en jefe de la Royal Swedish Opera de Estocolmo. Había dirigido la Kungliga Hovkapellet por primera vez en 1975, y ocupó el cargo de Hovkapellmästare de 1992 a 2005.  En Estocolmo, dirigió Die Entführung aus dem Serail de Mozart, Le nozze di Figaro y Don Giovanni, Los cuentos de Hoffmann de Offenbach, Boccaccio de Franz von Suppé, Simon Boccanegra de Verdi, Der fliegende Holländer de Wagner y Der Ring des Nibelungen, Parsifal, Madama Butterfly de Puccini, Elektra y Arabella de Richard Strauss. Dirigió conciertos como Carmina Burana de Orff y la primera interpretación sueca de Il re pastore de Mozart. Una actuación de ballet utilizada como música Xekherazada  de Rimskij-Korsakov, Sinfonía en do mayor de Bizet, Cantus in Memoriam Benjamin Britten de Arvo Pärt y Cuatro últimas canciones de Richard Strauss.
El trabajo de Köhler está documentado en grabaciones para radio y televisión, así como en lanzamientos comerciales. Dirigió fragmentos de sus propias obras para WERGO, con la Staatsphilharmonie Rheinland-Pfalz y la Königliche Hofkapelle Stockholm. En 1993 grabó Der tapfere Soldat de Oscar Straus con la WDR Sinfonieorchester Köln y los cantantes principales Johannes Martin Kränzle como Bumeru, Caroline Stein como Nadina Popff y John Dickie como Alexius Spiridoff.
Köhler escribió su autobiografía en 2003, con el mismo título que su opereta, Alles Capriolen y el subtítulo Ein Jahrhundert im Musiktheater (Un siglo de música para el escenario). Murió en Wiesbaden el 12 de septiembre de 2017.

## Premios
En 1978, Köhler recibiío el Orden del Mérito de la República Federal de Alemania. Fue miembro honorario de la Richard-Wagner-Verband de Saarland, y miembro honorario de la Verband de Wiesbaden y del Hessisches Staatstheater. Recibió el título de Hovkapellmästare del rey de Suecia. En 2009, recibió un Kulturpreis de Wiesbaden. Con motivo de 90 aniversario, la orquesta de Wiesbaden le organizó un concierto.

## Obres seleccionadas
Teatro
- Alles Capriolen (opereta)
- Sabine, sei sittsam (musical)
- Alemanya antiga (musical)
- WirbelWind und WonneWolken (revista-ópera)
- Dames i senyors (comedia criminal musical)

Instrumental
- Humoreske para arpa
- Tango, Vision für großes Orchester
- Leidenschaft, Tanzszene für großes Orchester

Vocal
- Sechs ernste Lieder para soprano y piano